# Ladislav Švanda
Ladislav Švanda (Praga, Checoslovaquia, 14 de febrero de 1959) es un deportista checoslovaco que compitió en esquí de fondo. 
Participó en los Juegos Olímpicos de Calgary 1988, obteniendo una medalla de bronce en la prueba de relevo (junto con Radim Nyč, Václav Korunka y Pavel Benc). Ganó una medalla de bronce en el Campeonato Mundial de Esquí Nórdico de 1989, en la misma prueba.

## Palmarés internacional
| Juegos Olímpicos   | Juegos Olímpicos  | Juegos Olímpicos  | Juegos Olímpicos |
| Año                | Lugar             | Medalla           | Prueba           |
| ------------------ | ----------------- | ----------------- | ---------------- |
| 1988               | Calgary (Canadá)  | Medalla de bronce | Relevo 4 × 10 km |
| Campeonato Mundial |                   |                   |                  |
| Año                | Lugar             | Medalla           | Prueba           |
| 1989               | Lahti (Finlandia) | Medalla de bronce | Relevo 4 × 10 km |